# Klenovica

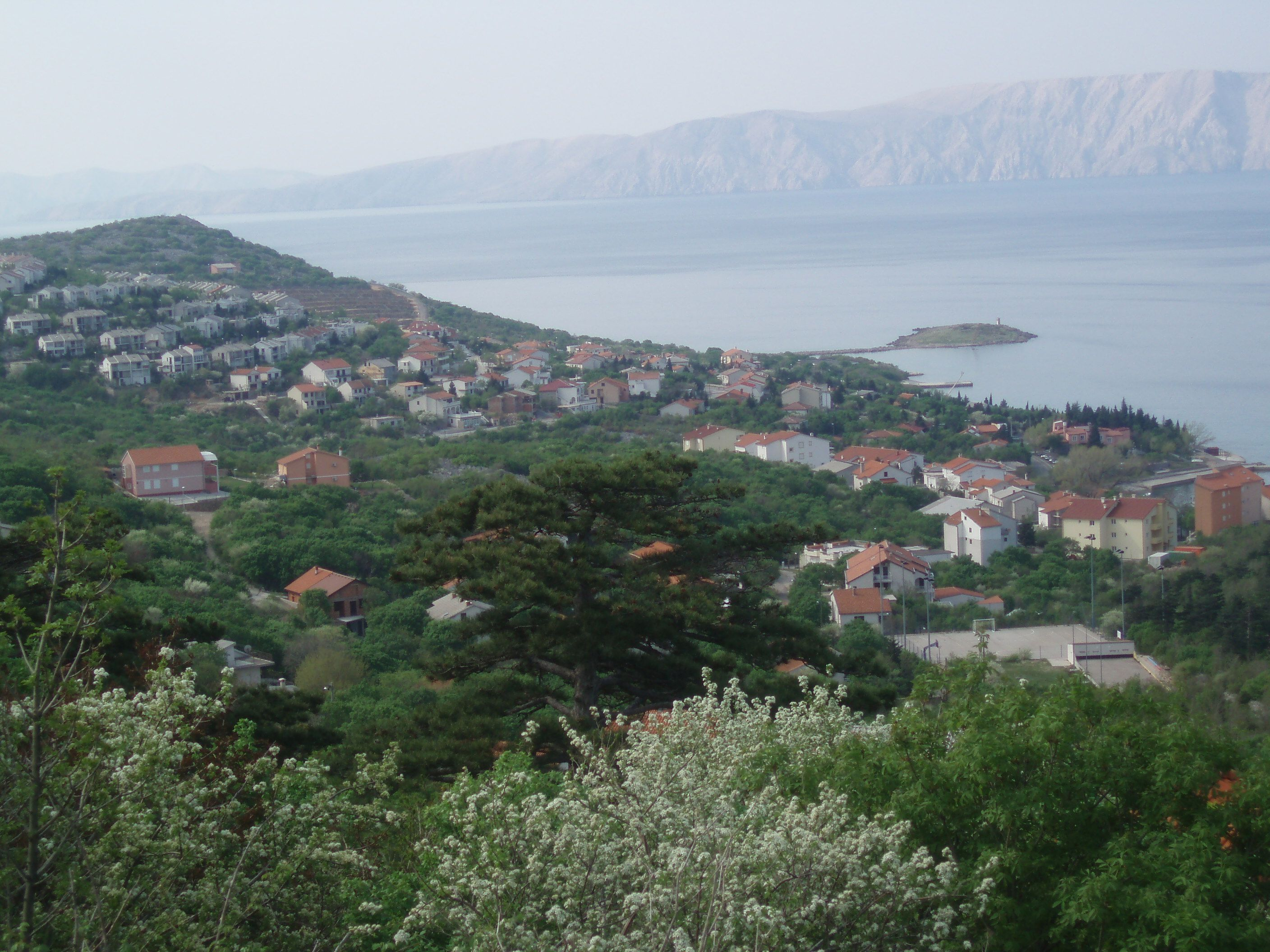
Klenovica

Klenovica ist eine Ferienortschaft in der Kvarner Bucht direkt an der kroatischen Adriaküste. Es befindet sich etwa 50 km südöstlich von Rijeka. Nachbarort ist Novi Vinodolski ungefähr 10 km entfernt.

## Geschichte
Frühere Studien über die Entstehung und Entwicklung von Klenovica gibt es sehr wenige, vor allem von Anfang des 20. Jahrhunderts bis heute hat sich niemand ernsthaft damit befasst.
Eines der ältesten Dokumente, in dem man Klenovica erwähnt, stammt vom Ende des 14. Jahrhunderts. Darüber hinaus erwähnt Michael Bolonić in seiner Abhandlung „Uskoken und die Insel Krk“ Klenovica als einen Hafen, wo im Jahre 1549 der Uskokenführer und Kapitän Paul Lasinović mit 300 Uskoken einlief.

## Tourismus
Hauptattraktion Klenovicas sind seine Süßwasserquellen, die ins Meer münden (am meisten in der Bucht von Žrnovnica). Das Vermischen von Süß- und Salzwasser ist gut für die Entwicklung der Flora und Fauna und deshalb entstand ein sehr fischreiches Gebiet.
Heute lebt der einstige Fischer- und Hafenort Klenovica beinahe ausschließlich vom Tourismus, was durch das ganzjährig milde Klima, die gute Straßenanbindung und die Nähe zum Flughafen Rijeka auf Krk unterstützt wird.

## Demographie
Laut der Volkszählung 2001 hat die Gemeinde 352 Einwohner.
| Jahr der Volkszählung | Einwohner |
| --------------------- | --------- |
| 1971                  | 221       |
| 1981                  | 242       |
| 1991                  | 309       |
| 2001                  | 352       |